# Chamaexeros macranthera
Chamaexeros macranthera là một loài thực vật có hoa trong họ Măng tây. Loài này được Kuchel mô tả khoa học đầu tiên năm 1976.